# Hendrik Nicolaas Werkman
Hendrik Nicolaas Werkman (Leens, 29 de abril de 1882—Bakkeveen, 10 de abril de 1945) foi um pintor e tipógrafo holandês, adscrito ao expressionismo. 
Nasceu em Leens, na província neerlandesa de Groninga. Em 1908 fundou uma imprensa e uma casa editorial em Groningen. Reveses financeiros obrigaram o seu fecho em 1923, após o qual começou novamente com um pequena oficina no cobertura de um armazém. 
Werkman era membro do grupo de artistas De Ploeg (A carreta), para a que imprimiu cartéis, convites e catálogos. De 1923 a 1926 produziu a sua própria revista, a vanguardista The Next Call, que, como outras obras da época, incluía collages, experimentando com diversos tipos de letra e materiais de impressão. 
Em maio de 1940, pouco depois da invasão alemã dos Países Baixos, Werkman, com o seu amigo August Henkels e outros, começou a publicar uma série de histórias chassídicas da lenda do Baal Shem Tov através da sua editorial clandestina De Blauwe Schuit (O barco azul). Em 13 de março de 1945, a Gestapo arrestou a Werkman, e fuzilou-o com outros nove prisioneiros, perto da aldeia de Bakkeveen em  10 de abril, três dias antes de ser liberta Groninga. As suas pinturas e gravuras, que a Gestapo confiscara, ficaram destruídas no incêndio que estourou durante a batalha entre as forças alemãs e canadenses.

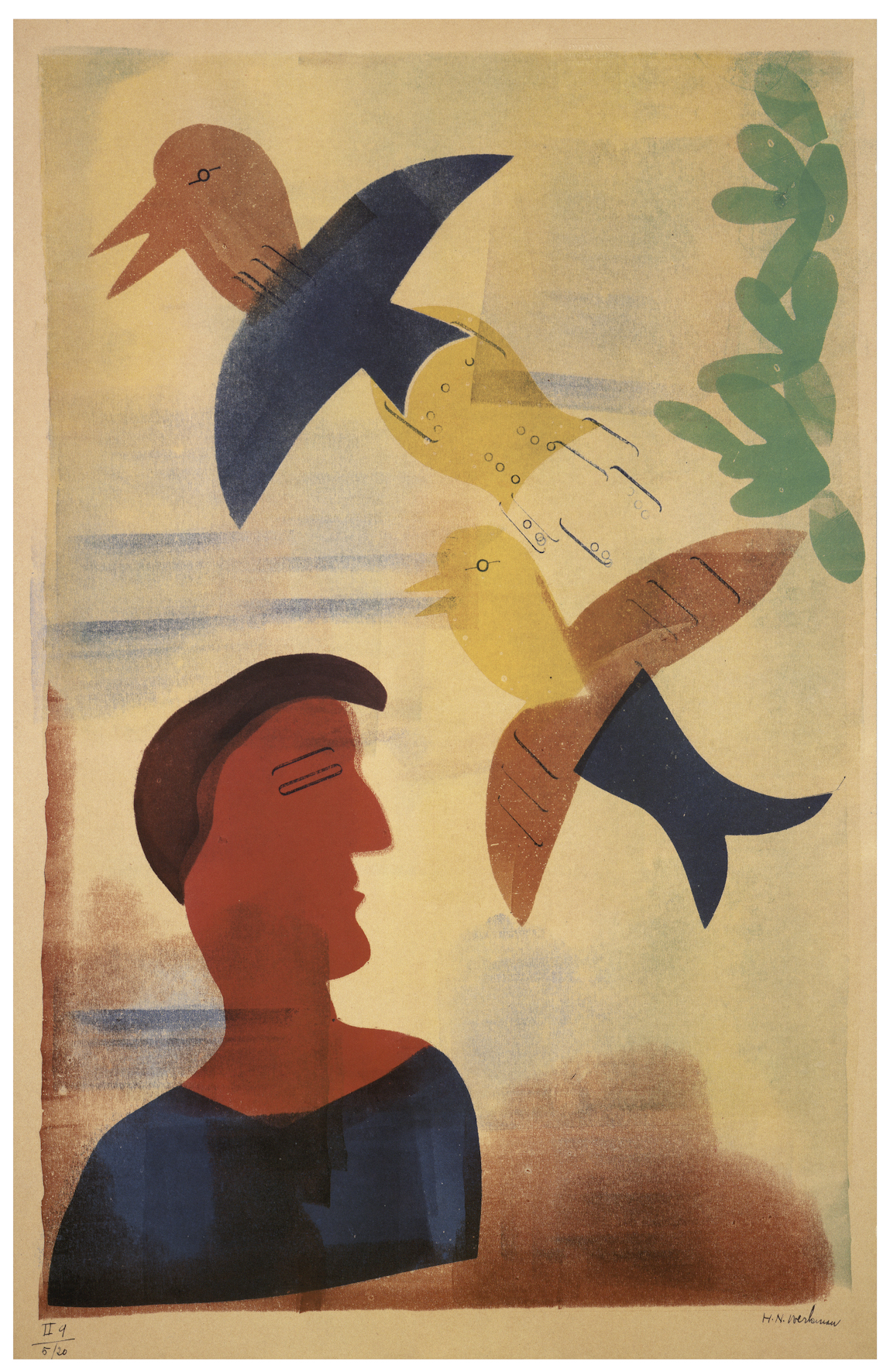
Chassidisiche legenden (1942)
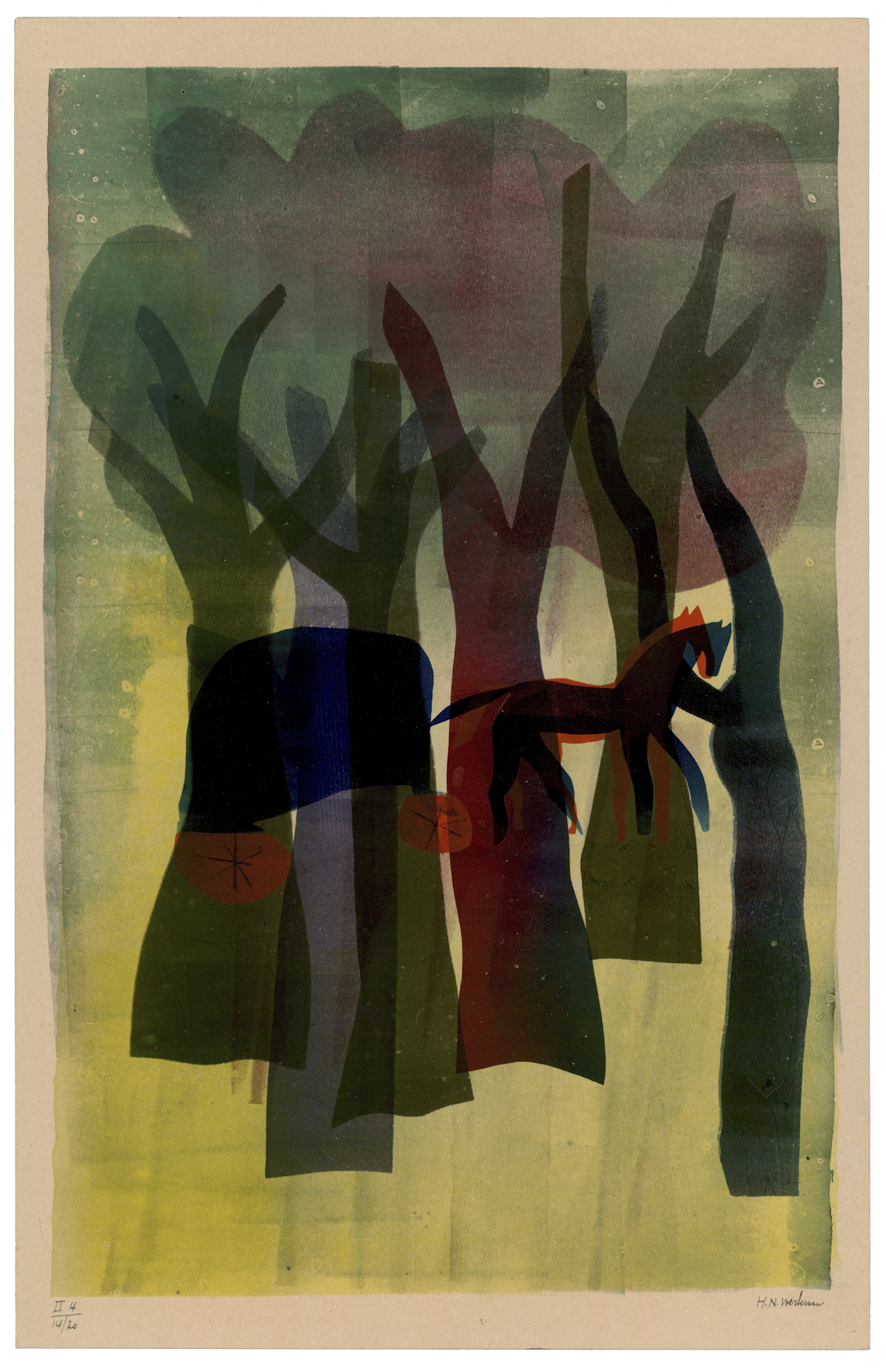
Chassidisiche legenden (1942)
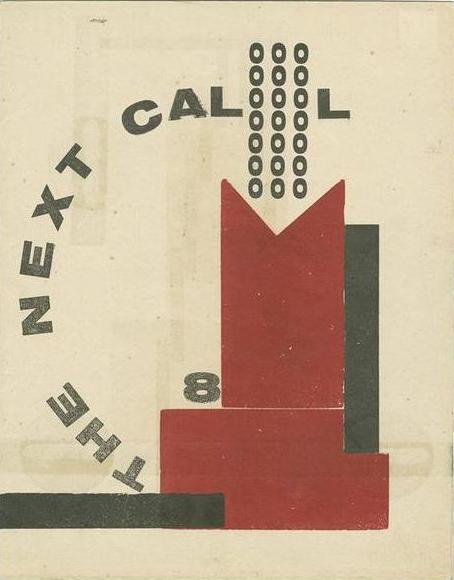
The Next Call (1926)